# Olympos

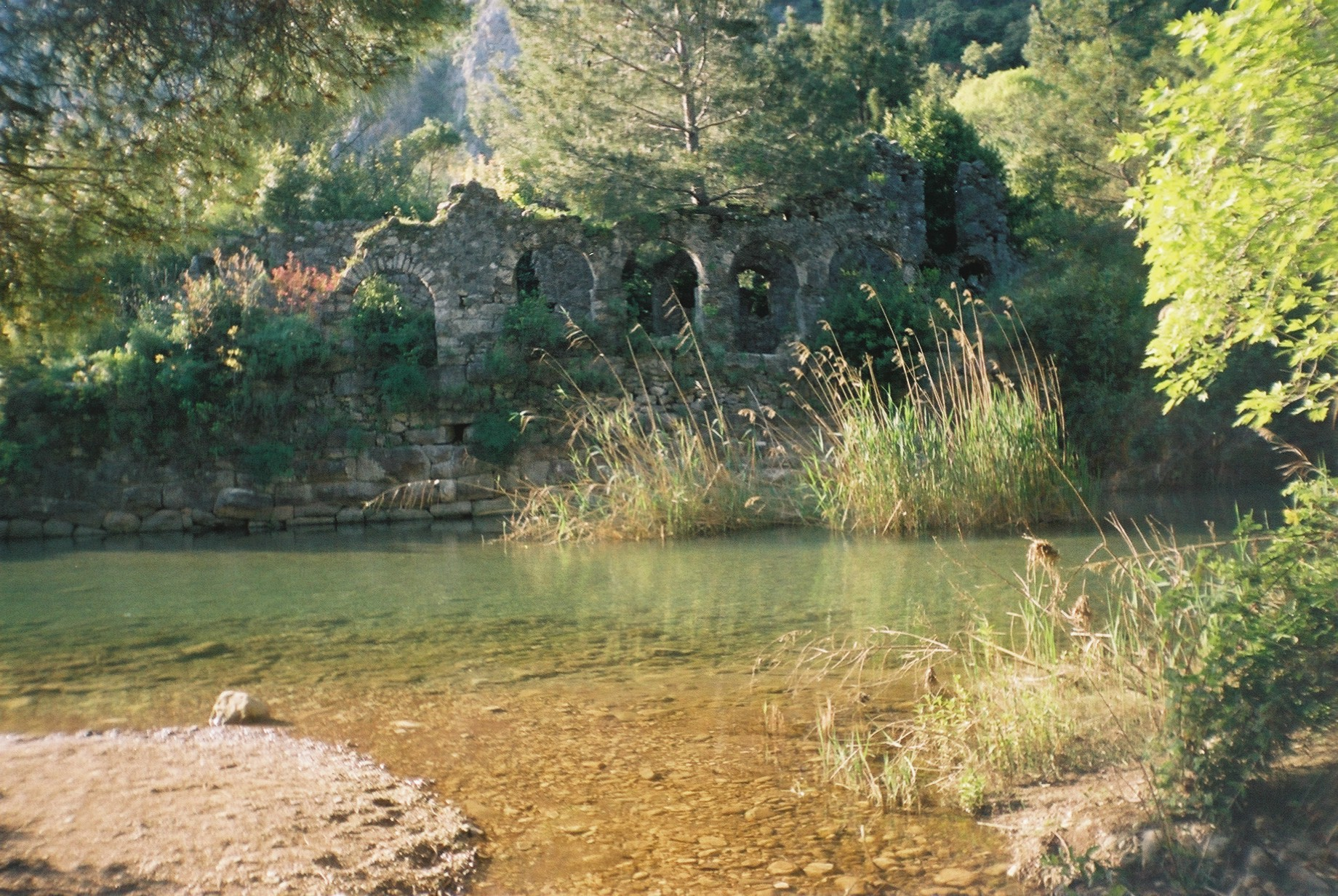
Ruiny łaźni rzymskich w Olympos

Olympos – miejscowość wypoczynkowa na Riwierze Tureckiej, nad Morzem Śródziemnym, około 130 km na południowy zachód od Antalyi. Znajdują się tu ruiny starożytnego miasta. Olympos graniczy z miejscowością Çıralı (jedyna droga wiedzie przez starożytne ruiny i około półkilometrowy odcinek plaży).

## Stanowisko archeologiczne
Starożytne miasto Olympos zostało założone w II w. p.n.e. przez Licyjczyków i szybko stało się jednym z ważniejszych ośrodków regionu. W I w. p.n.e. osadę spustoszyli piraci z sąsiedniej Cylicji, a wkrótce potem włączono ją do Cesarstwa rzymskiego. W średniowieczu miasto przechodziło kolejno pod władzę Bizancjum, Wenecjan i Genuańczyków, aż w końcu w XV wieku zostało opuszczone.
Do naszych czasów zachowały się pozostałości łaźni rzymskich i murów obronnych oraz gęsto zarośnięte lasem ruiny budynków mieszkalnych i świątyni.